# Home Rule League
De Home Rule League, soms ook de  Home Rule Party genoemd, was een politieke partij die streefde naar zelfbestuur (Home Rule) voor het eiland Ierland. Ze werd opgericht in 1873 en werd in 1882 omgevormd tot Irish Parliamentary Party.

## Ontstaan
De Home Rule League kwam voort uit de Home Government Association, een drukkingsgroep gevormd in 1870 geleid door Isaac Butt, een advocaat uit Dublin, ooit een belangrijk leider van de Ierse Tories vooraleer een overtuigd Iers nationalist te worden. Op 18 november 1873 werd het los samenwerkingsverbond omgesmeed tot een volwaardige politieke partij. Bij de parlementsverkiezingen van 1874 behaalde de partij meteen 59 zetels van de 100 die in het Lagerhuis voorbehouden waren voor Ierland. De partij was op dat ogenblik echter nog geen hecht blok maar een alliantie van politici die voorstander waren van Iers zelfbestuur. Hierdoor raakte de partij snel verdeeld tussen een radicale vleugel verzameld rond Joseph Biggar en Charles Stewart Parnell en meer gematigde leden meestal afkomstig uit de Ierse aristocratie of voormalige leden van de Liberal Party. De radicale vleugel werd al snel berucht omwille van de manier waarop zij obstructie voerden tijdens de parlementaire debatten, het zogenaamde filibusteren, tot gêne van hun leider Isaac Butt die tot de gematigden behoorde, en frustratie van de Britse regering.

## Nieuw leiderschap en naamsverandering
Na Butts dood in 1879, nam William Shaw kortstondig de leiding over om in 1880 opgevolgd te worden door de nieuw verkozen voorzitter Parnell. Bij de parlementsverkiezingen datzelfde jaar wist de partij onder Parnell zijn score nog te verbeteren, en als gevolg van een door hem ingezette hervormingsbeweging die er op gericht was de partijstructuur te verstevigen om het beoogde doel na te streven werd de partij in 1882 omgedoopt tot de Irish Parliamentary Party. Onder Parnells bewind werd de partij radicaler, en meer gericht op de katholieke middenklasse.

## Voorzitters van de partij, 1873-1882
- Isaac Butt 1873-1879
- William Shaw 1879-1880
- Charles Stewart Parnell 1880-1882